# Disgenesia
El término disgenesia es un antónimo del término eugenesia, y es utilizado por algunos científicos para caracterizar la selección de variables genéticas negativas. En términos médicos, es el desarrollo defectuoso de una parte del cuerpo durante su vida intrauterina, que será causa de malformaciones.[cita requerida]
El término se utiliza para indicar una reducción en la presión de la selección natural en el ser humano de nuestros días. El hombre primitivo vivía en un ambiente hostil y poco confortable, y convivía de cerca con la posibilidad de la extinción, hecho que se traducía en una selección natural extremadamente rigurosa, que mantenía una baja frecuencia de genes nocivos y promovía una adaptación cada vez más precisa a su ambiente. Con el desarrollo de diferentes tecnologías (desde la confección de abrigos hasta el trasplante de órganos), el ser humano pasó a adaptar el medio ambiente a sus preferencias, en lugar de adaptarse biológicamente a él. El resultado fue una distensión de la selección natural y un aumento de la variabilidad genética, ya que muchos genotipos que resultaban inviables en tiempos primitivos ahora tienen posibilidades de supervivencia y reproducción (por ejemplo, personas con miopía y con diabetes habrían tenido poca probabilidad de supervivencia hace 50 mil años). Esto hace que esas características aumenten su frecuencia fenotípica.
Si bien algunos consideran a estas características como defectos que se acumulan en la humanidad (llegando a argumentar que dicha acumulación podría causar en el mediano plazo la extinción de la especie), también pueden ser interpretados como características que simplemente se adaptan a un nuevo medio con disponibilidad de tecnología, por lo que en contraposición al caso anterior podría decirse que se ha generado un nuevo sistema evolutivo a raíz del ser humano e igualmente paralelo al natural en el que por razones diversas un individuo podría predominar sobre otro (por ejemplo personas con desórdenes sociales y trastornos mentales tienen menos posibilidades de supervivencia que en el entorno natural de hace 5000).